# Olympische Jugend-Sommerspiele 2018/Teilnehmer (Australien)
| Gelbes Symbol für Goldmedaillen mit stilisierten Olympischen Ringen | Graues Symbol für Silbermedaillen mit stilisierten Olympischen Ringen | Braundes Symbol für Bronzemedaillen mit stilisierten Olympischen Ringen |
| ------------------------------------------------------------------- | --------------------------------------------------------------------- | ----------------------------------------------------------------------- |
| 4                                                                   | 8                                                                     | 4                                                                       |

Die Jugend-Olympiamannschaft aus Australien für die III. Olympischen Jugend-Sommerspiele vom 6. bis 18. Oktober 2018 in Buenos Aires (Argentinien) bestand aus 90 Athleten.

## Athleten nach Sportarten

### Badminton
Mädchen
- Zecily Fung
Bronze  Mixed im Team Theta

### Basketball
Mädchen
- Bronze  Mannschaft
- Ruby Porter
- Suzi-Rose Deegan
- Sara-Rose Smith
- Alexandra Fowler

### Beachvolleyball
| Mädchen - Tiaan Smith - Lauren Taylor | Jungen - Mark Nicolaidis - James Takken |

### Bogenschießen
| Mädchen - Laura Paeglis | Jungen - Jason Hurnall |

### Boxen

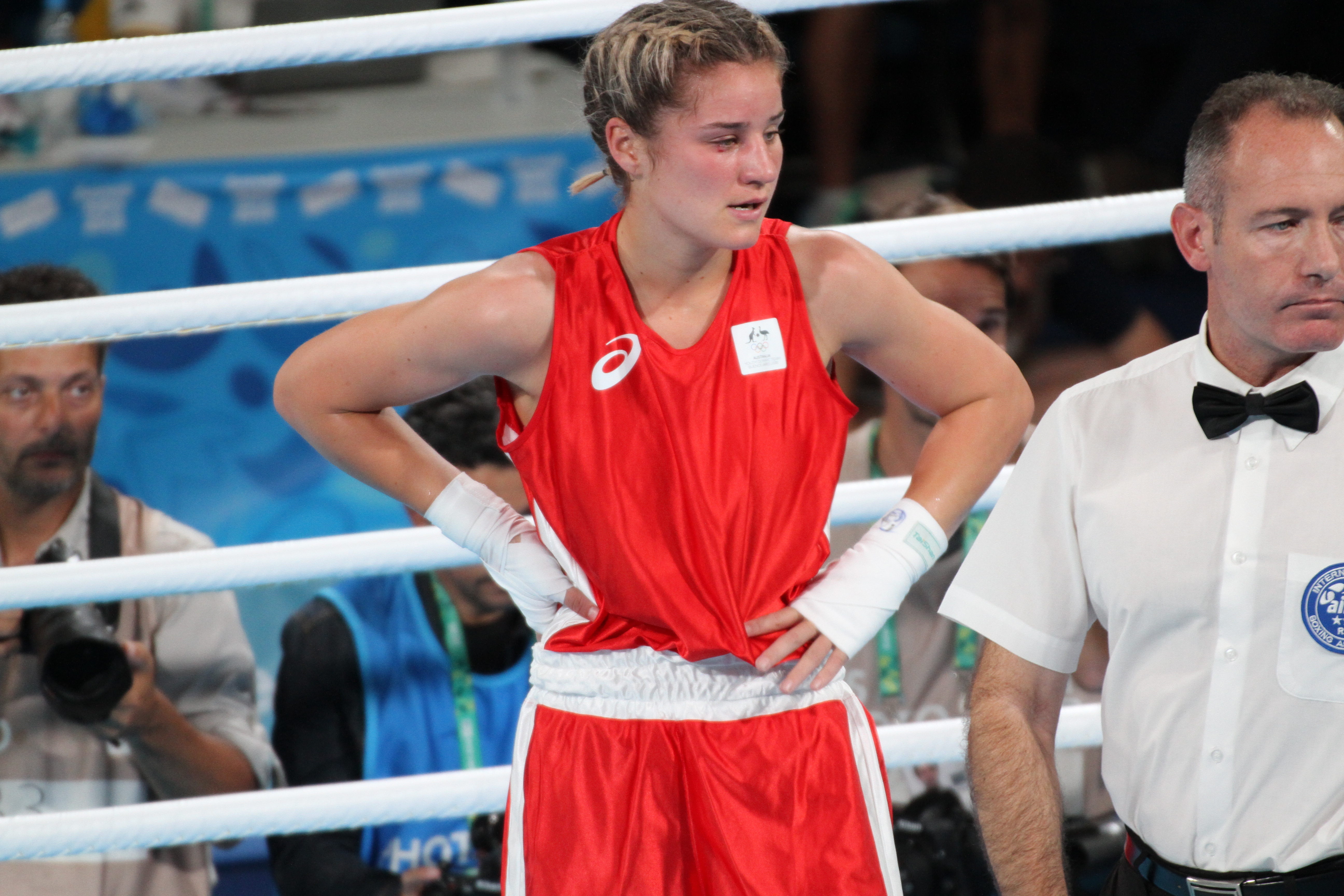
Emma Lawson nach ihren Bronzemedaillenkampf

| Mädchen - Emma Lawson | Jungen - Jai Dennis |

### Fechten

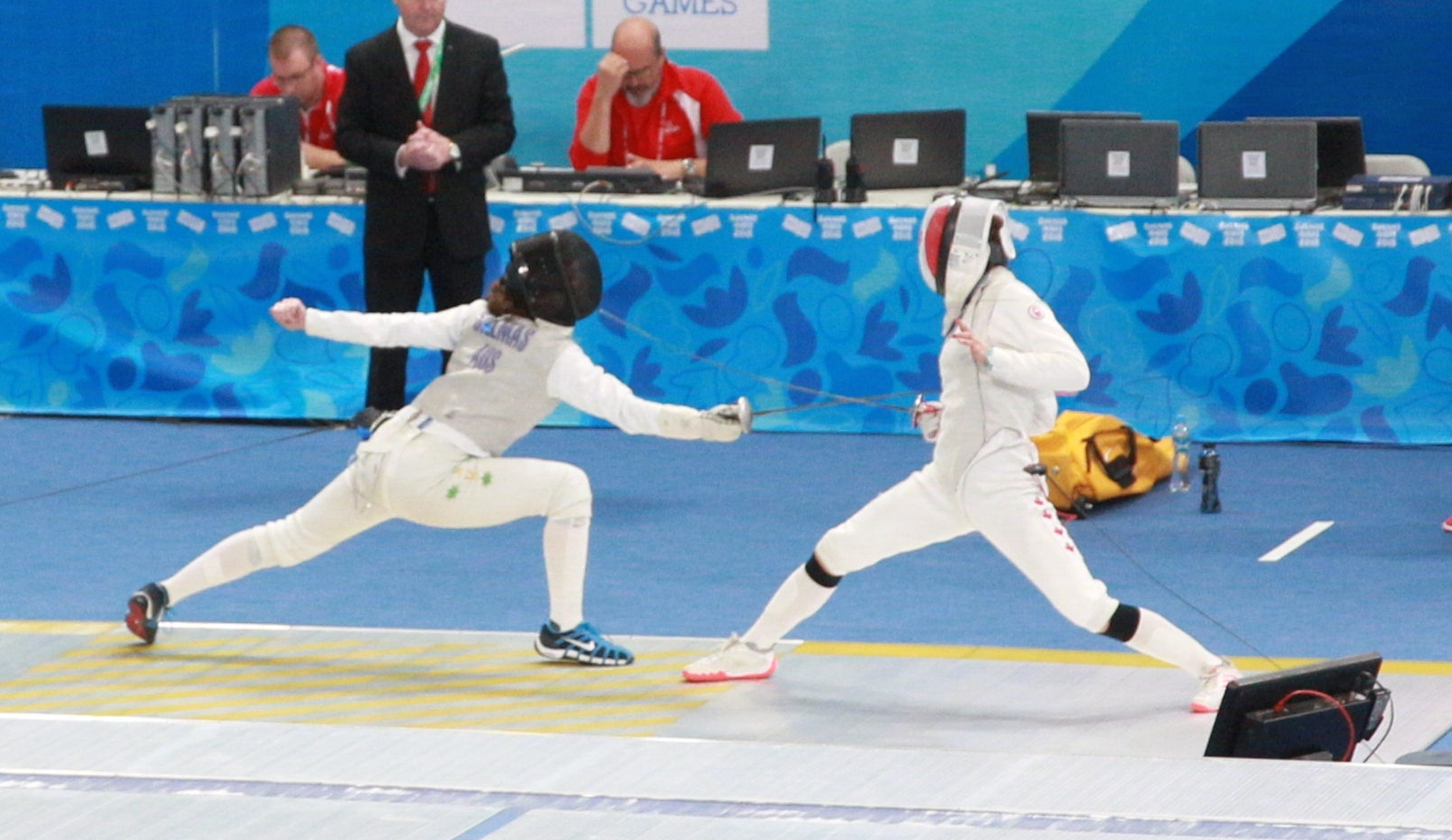
Giorgia Salmas (links) in ihrem Achtelfinale gegen die Kanadierin Jane Caulfield

| Mädchen - Giorgia Salmas | Jungen - Robert Ciccarelli |

### Gewichtheben

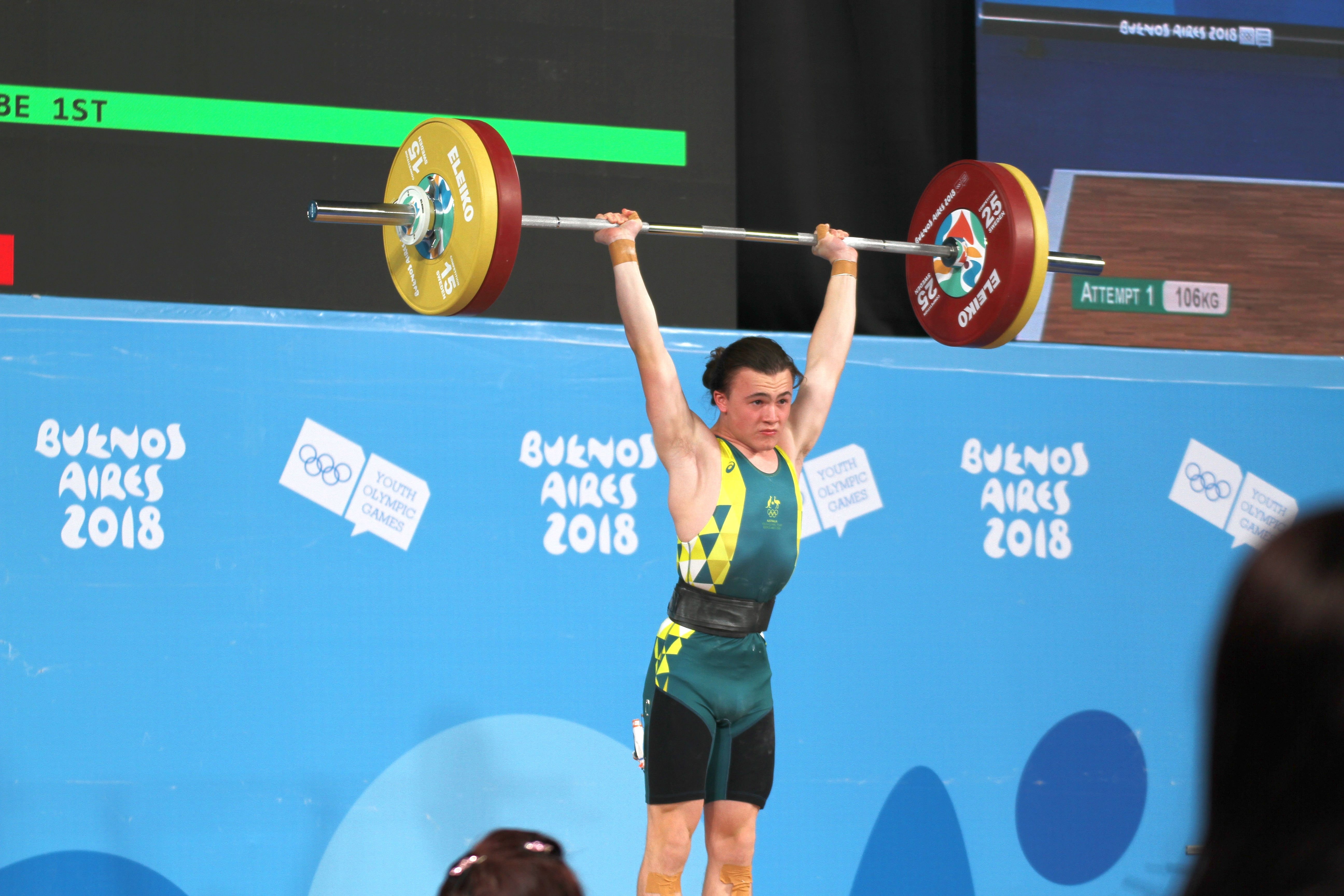
Jett Gaffney während des Wettkampfs

| Mädchen - Maddison Power | Jungen - Jett Gaffney |

### Golf
| Mädchen - Grace Kim Gold Einzel | Jungen - Karl Vilips Gold Einzel |

### Hockey
| Mädchen - 5. Platz - Amy Lawton - Indy Robertson - Caitlin Cooper - Jolie Sertorio - Morgan Mathison - Naomi Duncan - Grace Young - Maddison Smith - Courtney Schonell | Jungen - 6. Platz - Lain Carr - James Collins - Miles Davis - Bradley Marais - Craig Marais - Alistair Murray - Jed Snowden - Chris Starkie - Ben White |

### Inline-Speedskating
| Mädchen - Giselle Stogdale | Jungen - Alex Myint |

### Judo
| Mädchen - Saskia Brothers | Jungen - Rhys Allan |

### Kanu
Mädchen
- Jenaya Massie

### Leichtathletik
| Mädchen - Keely Small Gold 800 m - Rochelle Vidler - Jaylah Hancock-Cameron Silber 1500 m - Jamie Hiscock - Lizzie Moss - Sophie White Silber 100 m Hürden - Sally Shokry | Jungen - Keegan Bell - Anthony Vlatko - Joshua Cowley Silber Weitsprung - Luke Young - Thomas Throssell - Oscar Miers Silber Hochsprung |

### Moderner Fünfkampf
| Mädchen - Nikita Mawhirt | Jungen - Keaan Van Venrooij |

### Reiten
- Madeline Sinderberry

### Ringen
Jungen
- Thomas Barns

### Rudern
| Mädchen - Taylor McCarthy-Smith | Jungen - Cormac Kennedy-Leverett Bronze Einer |

### Schießen
| Mädchen - Victoria Rossiter - Olivia Erickson | Jungen - Alex Hoberg |

### Schwimmen
| Mädchen - Silber 4 × 100 m Lagen - Chelsea Hodges Silber 50 m Brust - Kaylee McKeown Gold 50 m Rücken Silber 100 m Rücken Bronze 200 m Rücken - Michaela Ryan Bronze 200 m Schmetterling - Abbey Webb | Jungen - Lewis Blackburn - Ashton Brinkworth - Joseph Jackson - Stuart Swinburn |

### Segeln
| Mädchen - Evie Haseldine - Hailey Lea | Jungen - Will Cooley - Alex Halank - Mani Bisschops |

### Sportklettern
Jungen
- Ned Middlehurst

### Tennis
Jungen
- Rinky Hijikata
Bronze  Doppel (mit Adrian Andreew  Bulgarien)

### Tischtennis
Jungen
- Benjamin Gould

### Triathlon
| Mädchen - Charlotte Derbyshire Silber Mixed-Staffel (im Team Ozeanien 1) | Jungen - Joshua Ferris Silber Mixed-Staffel (im Team Ozeanien 1) |

### Turnen
| Mädchen - Kate Sayer (Geräteturnen) - Lidija Jakowlewa (Rhythmische Sportgymnastik) Bronze Mixed (im Team Schwarz) - Jessica Pickering (Trampolin) Silber Einzel | Jungen - Liam Christie (Trampolin) Gold Mixed (im Team Orange) |

### Wasserspringen
| Mädchen - Alysha Koloi | Jungen - Matthew Carter |